# Liste von Fjorden
Diese Liste stellt eine Auswahl von Fjorden dar, unterteilt nach Ländern.

## Europa

### Dänemark
Die „Fjorde“ Dänemarks sind geologisch teils Förden (an der Ostsee samt Kattegatt), teils Lagunen (an der Nordsee).

### Deutschland
Die Förden Schleswig-Holsteins heißen auf Dänisch auch „Fjorde“, sind aber geologisch keine.
Ausnahme bildet die Schlei.

### Norwegen
- Altafjord
- Bindalsfjord
- Boknafjord
- Fensfjord
- Førdefjord
- Foldafjord

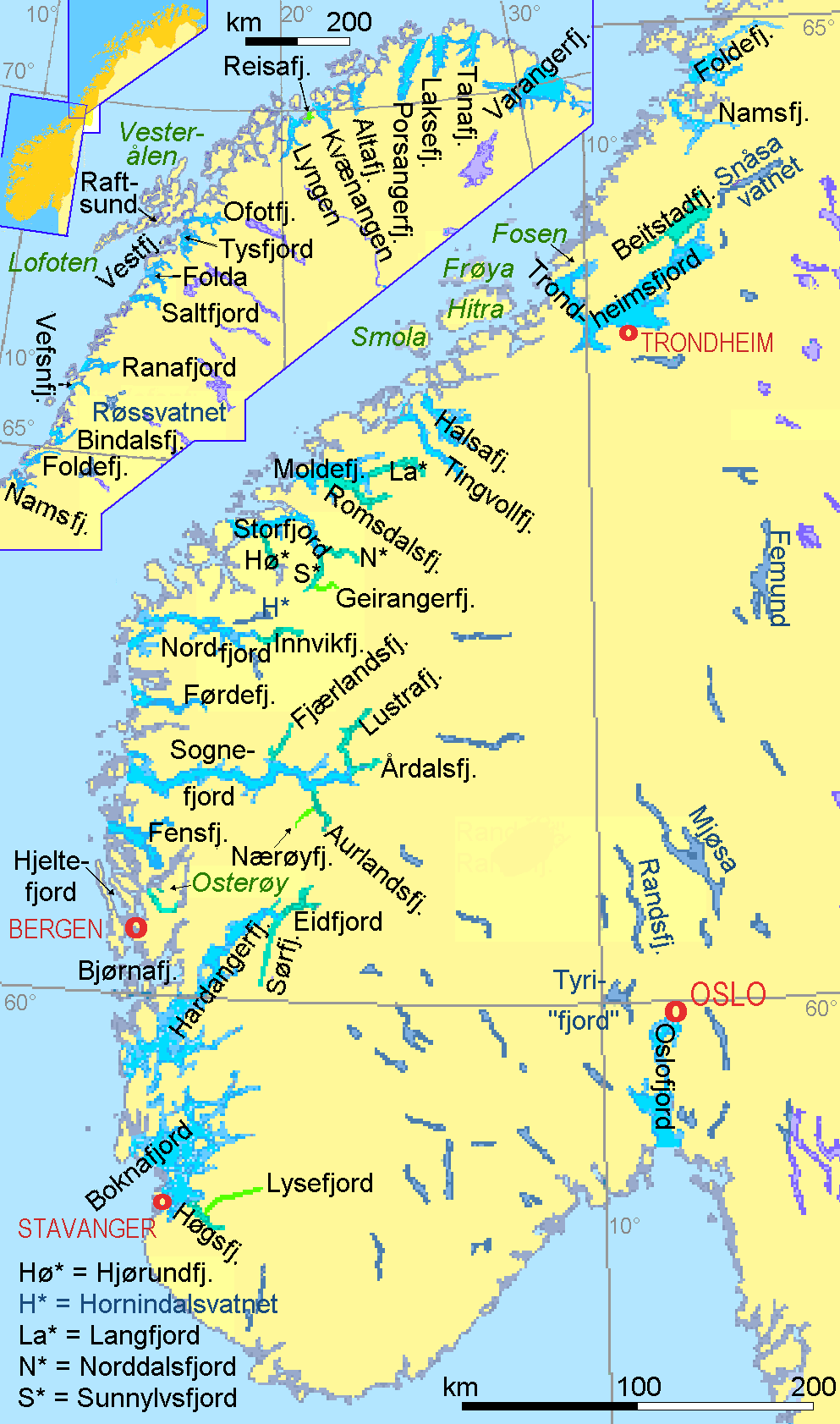
Große oder bekannte Fjorde und Seen Norwegens.
„Verschmiert“ dargestellte Küstenlinien sind Schärenküste.

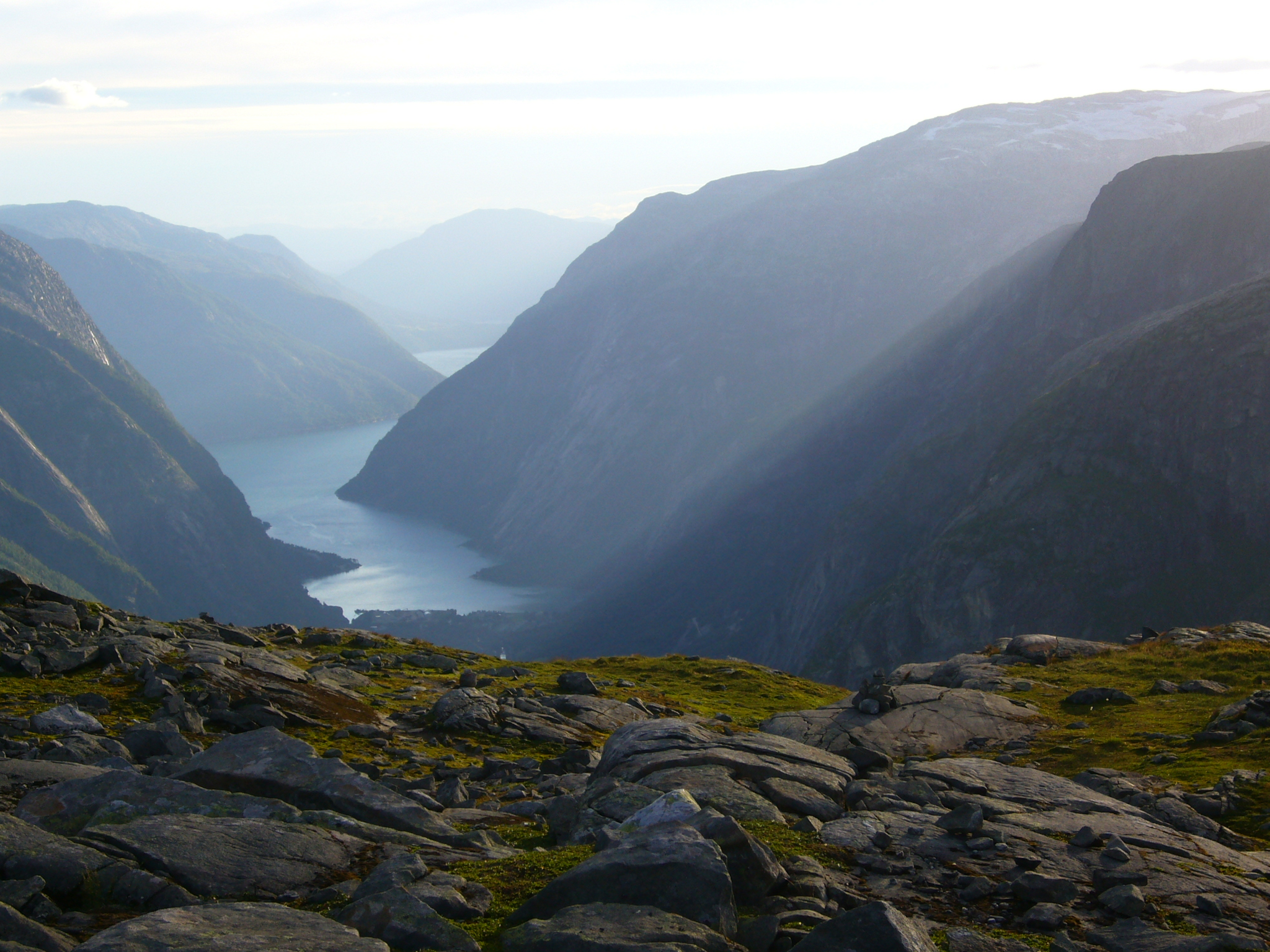
Nördlicher Ausläufer des Eidfjord

- Geirangerfjord (Ast des Storfjords in Sunnmøre, s. u.)
- Halsafjord
- Hardangerfjord mit:
  - Eidfjord
    - Simadalsfjord

  - Sørfjord (Hardanger)
- Hjeltefjord
- Høgsfjord mit:
  - Lysefjord
- Kvænangen
- Laksefjord
- Lyngenfjord
- Lysefjord
- Moldefjord mit:
  - Romsdalsfjord
- Namsenfjord
- Nordfjord
- Ofotfjord
- Oslofjord
- Porsangerfjord
- Ranafjord
- Reisafjord
- Saltfjord
- Sognefjord mit:
  - Aurlandsfjord
    - Nærøyfjord

  - Årdalsfjord
  - Lustrafjord
  - Fjærlandsfjord
- Sørfjord bei Osterøy nördlich von Bergen
- Storfjord in Sunnmøre
  - Vartdalsfjord (Sund zum benachbarten Voldafjord)
  - Hjørundfjord
    - Storfjord in Ørsta

  - Norddalsfjord (Südseite der Trollstigstraße)
  - Sunnylvsfjord
    - Geirangerfjord

- Tanafjord
- Tingvollfjord
- Trondheimfjord
  - Beitstadfjord
- Trollfjord (sehr kleiner Seitenarm des Raftsundes zwischen den Inselgruppen Lofoten und Vesterålen)
- Varangerfjord
- Vefsnfjord
- Velfjord

### Spitzbergen
- Isfjord
- Wijdefjord (ein Teil davon im Nationalpark Indre Wijdefjorden)
- Woodfjord (ein Teil davon im Nationalpark Nordvest-Spitsbergen)

### Russland
- Kola-Bucht (Murmansk-Fjord)
- Petschengafjord
- Sapadnaja Liza-Fjord
- Franz-Josef-Land
- Nowaja Semlja

### Schweden
- Askeröfjord
- Brofjord
- Byfjord
- Ellösefjord
- Färlevfjord
- Gullmarsfjord
- Hakefjord
- Havstensfjord
- Saltkällefjord
- Stigfjord
- Åbyfjord
- Älgöfjord
- Sannäsfjord

### Schottland

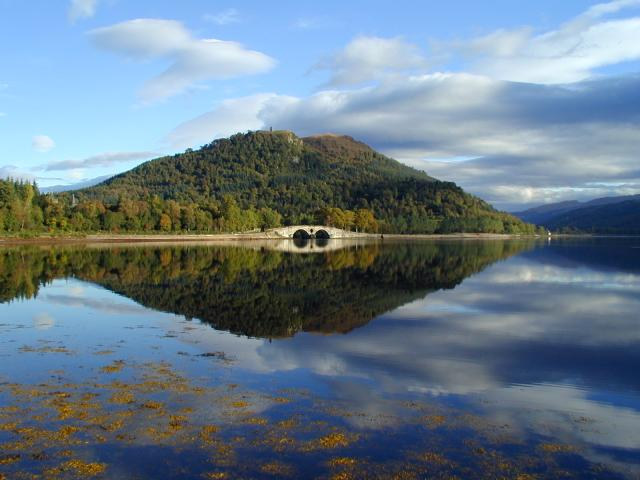
Loch Fyne

- Firth of Clyde mit
  - Loch Fyne
- Cromarty Firth
- Firth of Forth
- Firth of Lorn
- Moray Firth
- Loch Linnhe mit
  - Loch Eil

### Irland
- Killary Harbour (einziger geomorphologischer Fjord Irlands)

### Island

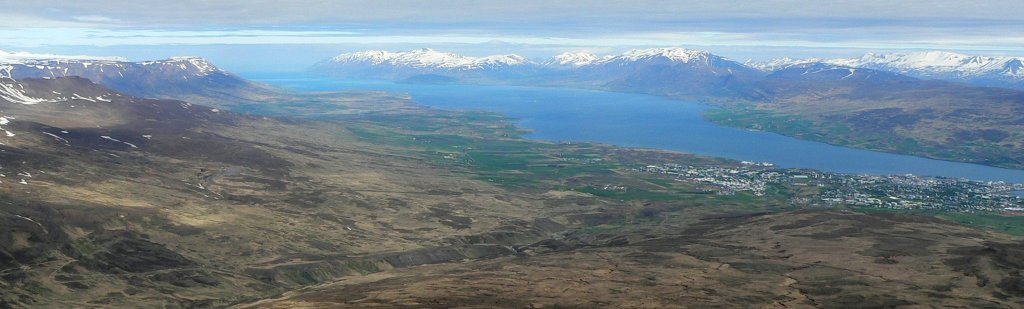
Eyjafjörður in Island.

Die isländischen Fjorde sind zumeist deutlich breiter und haben weniger steile Ufer als typische norwegische.
- Arnarfjörður
- Borgarfjörður
- Borgarfjörður Eystri
- Breiðafjörður
- Breiðdalsvík
- Eskifjörður
- Eyjafjörður – mit rund 60 km der längste Fjord Islands
- Faxaflói
- Gilsfjörður
- Héraðsflói
- Hvalfjörður
- Hvammsfjörður
- Hrútafjörður
- Húnaflói
- Ísafjarðardjúp
- Kollafjörður
- Mjóifjörður
- Reyðarfjörður
- Seyðisfjörður
- Skagafjörður
- Steingrímsfjörður
- Stöðvafjörður
- Vopnafjörður

### Färöer
Auf den Färöern werden auch Meerengen als „Fjorde“ bezeichnet. Diese Liste enthält nur echte Fjorde. → Hauptartikel: Meerengen und Fjorde der Färöer
- Árnafjørður (gleichnamiger Ort)
- Fuglafjørður (gleichnamiger Ort)
- Funningsfjørður (gleichnamiger Ort)
- Hovsfjørður (Hov)
- Hvalbiarfjørður (Hvalba)
- Kaldbaksfjørður (Kaldbak)
- Kollafjørður (gleichnamiger Ort)
- Lopransfjørður (Lopra)
- Oyndarfjørður (gleichnamiger Ort)
- Skálafjørður (Skáli)
- Sørvágsfjørður (Sørvágur)
- Trongisvágsfjørður (Trongisvágur)
- Vágsfjørður (Vágur)

## Nordamerika

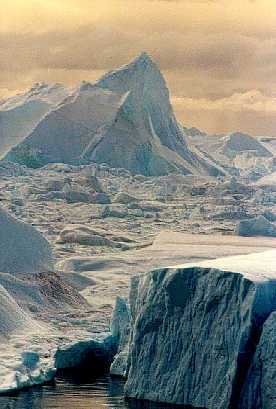
Ilulissat-Eisfjord, Grönland

### Kanada
British Columbia
- Burrard Inlet

Neufundland
- Bonne Bay
- Parson’s Pond
- Saint Paul’s Inlet

Québec
- Fjord du Saguenay

### Vereinigte Staaten
Alaska
- Endicott Arm
- Russell-Fjord
- Tarr Inlet
- Tracy Arm

## Südamerika

### Chile
Patagonien
- Agostini-Fjord
- Baker-Kanal

Feuerland
- Beagle-Kanal

### Vereinigtes Königreich
Falkland-Inseln
Südgeorgien

## Ozeanien

### Neuseeland
- Doubtful Sound/Patea
- Tamatea / Dusky Sound
- Milford Sound/Piopiotahi

## Antarktis

### Antarktis
Antarktische Halbinsel
- Admiralitätsstraße
- Grandidier Channel
- Prinz-Gustav-Kanal

### Französische Süd- und Antarktisgebiete
Kerguelen
- Baie de Recques
- Baie de Blanche
- Baie de Londres
- Passe de Buenos Aires
- Baie de Rhodes